# Gaesischia cearensis
Gaesischia cearensis är en biart som först beskrevs av Adolpho Ducke 1911.  Gaesischia cearensis ingår i släktet Gaesischia och familjen långtungebin. Inga underarter finns listade i Catalogue of Life.